# 宙出版
株式会社宙出版（おおぞらしゅっぱん）は、女性向けコミックと書籍を発行する日本の出版社。カルチュア・エンタテインメント株式会社の子会社。

## 概要
1983年に北脇信夫が編集受託会社「株式会社キーパーズ」を設立。1984年に自社出版のため発行会社「株式会社宙」を設立。
1990年に株式会社キーパーズ、株式会社宙、主婦と生活社の3社により「株式会社宙出版」を設立。1997年に主婦と生活社との資本関係を解消し、各販売会社への口座を開設して発売元を自社に移行する。1998年に株式会社ハーレクインと提携し、海外原作のコミカライズを開始。2002年に関連会社を株式会社宙コミッククリエイションと改称し、2004年にコミックのデジタル配信に着手。2005年に北米出版事業と株式公開を視野に入れアダルト関連商品から撤退。2006年にコミックスの翻訳出版を目的として米国現地子会社オーロラ・パブリッシング（2010年事業停止）を設立。
2010年11月に国内出版事業を継承した「株式会社宙出版（2代目法人）」を設立。2019年9月に少女コミックレーベルを刊行するネクスト編集部をメディアドゥグループジャイブへ事業譲渡。
2024年6月、カルチュア・エンタテインメント株式会社の子会社となる。

## 雑誌

### 漫画雑誌
- 恋愛白書パステル（毎月24日発売） - 1985年に「Lady's comic Hi」として創刊。1993年の「Lady's comic恋愛白書」を経て、1998年に現在の誌名に変更。
- コイハル - 2023年創刊[9]

### 過去に発売していた雑誌

#### 漫画雑誌
- Lady's comic I（1987年-1992年）→Lady's comic Aya（1992年-）→Young Love Comic aya（2004年-2023年）
- アップルパーティー（1990年）
- アップルミステリー（1990年-1998年）※少女・女性向け漫画誌
- アップル花組（1991年-）※増刊誌
- Lady's comicスキャンダルI（1993年-2000年）→恋愛白書スタート!（2000年-2003年）
- まんがちょ!（1993年-1994年[10]）
- パチンコ&パチスロドル箱大王（1993年[11]）
- コミック格闘王（1994年-）※増刊誌
- どーぶつくん（1994年-1995年[12]）
- Lady's comic secret(スクレ)（1995年-1996年[13]）
- Lady's comic美粋（1996年-1999年[14]）
- Hiミステリー（1996年-2005年[15]）
- ピンクパンチ!（1998年-2002年[16]）※増刊誌
- 幸せな結婚（1999年-2014年）
- Lady’s Comic Special AYA（1999年-2009年[17]）
- ハーレクイン（2000年-2008年）→ハーモニィRomance（2008年-2020年）→ハニィロマンス（2020年-2024年）
- ロマロマ→ミッシィロマロマ(2000)※増刊誌
- ほんとうにこわい嫁・姑（2000年-2011年[18]）
- 最高の愛と感動（2001年-2013年[19]）
- 最高の結婚白書（2001年-2004年）※増刊誌
- ご近所の悪いうわさ（2003年-2015年[20]）
- 恋愛白書ゴールド（2003年-2005年）
- ワイドショーの女たち
- 女のドロ沼人生（2004年-2005年）
- プロジェクトX The マガジン（2004年-2005年）※増刊誌
- 15の感動クライマックス（2008年-2015年）※カノン・クリエイティブ編集
- marié(マリエ)（2007年-2012年[21]）→別冊ハーモニィRomance（2012年-2017年[22]）
- mellow mellow(メロメロ)（2007年-2009年）※コミックアンソロジー
- 15の感動クライマックススペシャル（2010年-2015年[23]）
- 恋愛Revolution（2005年-2013年[24]）
- 体感小説 ※増刊誌、官能小説説誌
- NCハイパー（1997年10月 - 1998年3月）
- COMIC舞夢 ※増刊誌
- コミックRX ※恋愛白書パステル増刊
- Comica!(コミカ) ※増刊誌、同人通販＆購入サポートマガジン
- JunPak! ※恋愛白書ゴールド増刊、グラビア＆コミックマガジン
- ル・ノエル ※Young Love Comic aya増刊、掲載予定だった作品はぱちゅてるに移籍
- ハーモニィPRINCE（2015年-2018年）→花girl! 別冊ネクストF（2019年）

#### ゲーム情報誌
- P-mate - 毎日コミュニケーションズ（現・マイナビ、厳密には子会社のMCプレス）から移籍した美少女ゲーム雑誌。リニューアル後、2005年12月号で休刊。
- Comic P-mate - MCプレスから受け継いだブランドを元に立ち上げた漫画雑誌。Vol.3で休刊。
- Cool-B（発行：ヘッドルーム） - BL・乙女ゲーム情報誌
- Cool-B Sweet Princess（発行：ヘッドルーム、Cool-B増刊）

#### その他
- 悠遊自適 - 増刊誌、海外ロングステイ応援マガジン。
- DIVAS - 増刊誌、女性向けヘア&メイク雑誌。
- 冤罪File（ご近所の悪いうわさ増刊）

#### 電子コミック誌
- ぱちゅてる（2019年）→恋愛白書シェリーKiss（2020年-2023年）※連載作品は恋愛白書パステルに移籍

## まんがアプリ
- ネクストF - スマートフォンアプリとYahoo!コミック上に掲載していた。2019年にジャイブに譲渡された。

## 書籍・コミックス

### 漫画レーベル
- ミッシィコミックス
  - ミッシィコミックスYLC Collection
  - ミッシィコミックスYLC DX Collection
  - ミッシィコミックス コスモコミック
  - ミッシィコミックス Daphy
- ASTRO　COMICS
- コミックWACHA - 電子限定のWEBマンガレーベル。

### 書籍レーベル
- シェリーLoveノベルズ[25]

### 主な書籍
- ジャーサラダ（2014年2月[26]）
- 簡単なのにごちそう。焼きっぱなしオーブンレシピ（2015年10月[27]）

### 過去の書籍・漫画レーベル
- エメラルドコミックス ハーレクインコミックス - ハーレクイン日本法人（2015年7月以降はハーパーコリンズ日本法人に社名変更予定）本体で刊行継続に伴い、『ハーモニィロマンスシリーズ』『ロマンスコミックス（2014年11月にハーモニィコミックスに変更）』として刷新した。
- Heart Comics(ハートコミックス) - 成年コミック
- ラブハートコミックス - 成年コミック
- P-mate COMICS - 美少女ゲームの成年向けアンソロジーコミック。一部オリジナルの成年向けコミックも刊行。
- ミッシィコミックスDX
- ミッシィコミックス ツインハートコミックス - TYPE-MOON、ビジュアルアーツ、07th Expansionなどの美少女ゲームの全年齢向けアンソロジーコミック、2009年末で廃刊。
- ミッシィコミックス バッドボーイズコミックス - 学園ヘブンなどボーイズラブゲーム（など）の全年齢向けアンソロジーコミックで、不定期刊行
- ミッシィコミックス おおぞら笑コミックス - オンラインゲーム、SCEI社製ハードの家庭用ゲーム、アニメ作品の全年齢向けアンソロジーコミック
- ミッシィコミックス 恋愛白書パステル - YLC Collectionに統一。
- ミッシィコミックス Happy Wedding Comics
- メロメロコミックス
- 宙コミック文庫
- OHZORA TAIKAN NOVELS
- 宙ブックスファンタジーノベルズ
- ハートノベルズ
- CITRUS NOVELS
- Next Novels - ルーンの子供たちシリーズを刊行。
- オーロラブックス
- コミック版プロジェクトX
- マンガ経済の黒帯シリーズ
- 廉価版コミックタブー地帯シリーズ - 東京タブー地帯、日本タブー地帯、大都市タブー地帯。
- ミッシィコミックスNextcomicsF
- Next comics - 書籍扱いコミック。
- このBLがやばい!
- エメラルドコミックス
- エメラルドコミックス ハーモニィコミックス - 2014年11月よりロマンスコミックスから名称変更（ロマンスコミックスは2008年11月にハーレクインコミックから名称変更）。
- ヒストリアノベルズ[28]